# Szwedzkojęzyczna mniejszość w Finlandii
Szwedzkojęzyczna mniejszość w Finlandii (szw. finlandssvenskar, fiń. suomenruotsalaiset) – mniejszość językowa w Finlandii, używająca fińskiej odmiany języka szwedzkiego. Grupa ta stanowi 5,5% populacji Finlandii – 275 tys. osób. 25 000 osób używających języka szwedzkiego mieszka na Wyspach Alandzkich, gdzie język szwedzki jest jedynym obowiązującym i ma ten status zagwarantowany politycznie. Większość Szwedofinów jest dwujęzyczna. Szwedzkojęzyczna mniejszość językowa bywa również postrzegana jako odrębna grupa etniczna, rozróżnialna zarówno od fińskojęzycznych Finów, jak i Szwedów.

## Nomenklatura
W języku polskim używane są określenia: szwedzkojęzyczna mniejszość w Finlandii, szwedzkojęzyczni Finowie, potocznie nazywa się ich Szwedofinami. Określeniem szwedzkim jest finlandssvenskar, fińskim suomenruotsalaiset. W języku angielskim grupę tę określa się jako Swedish-speaking Finns, inne określenia spotykane w literaturze to: Swedes of Finland, Finland Swedes, Finnish Swedes oraz Swedish Finns. Krytycznie przyjmuje się te określenia, które skupiają się wyłącznie na lingwistycznym aspekcie grupy.

## Zasięg geograficzny

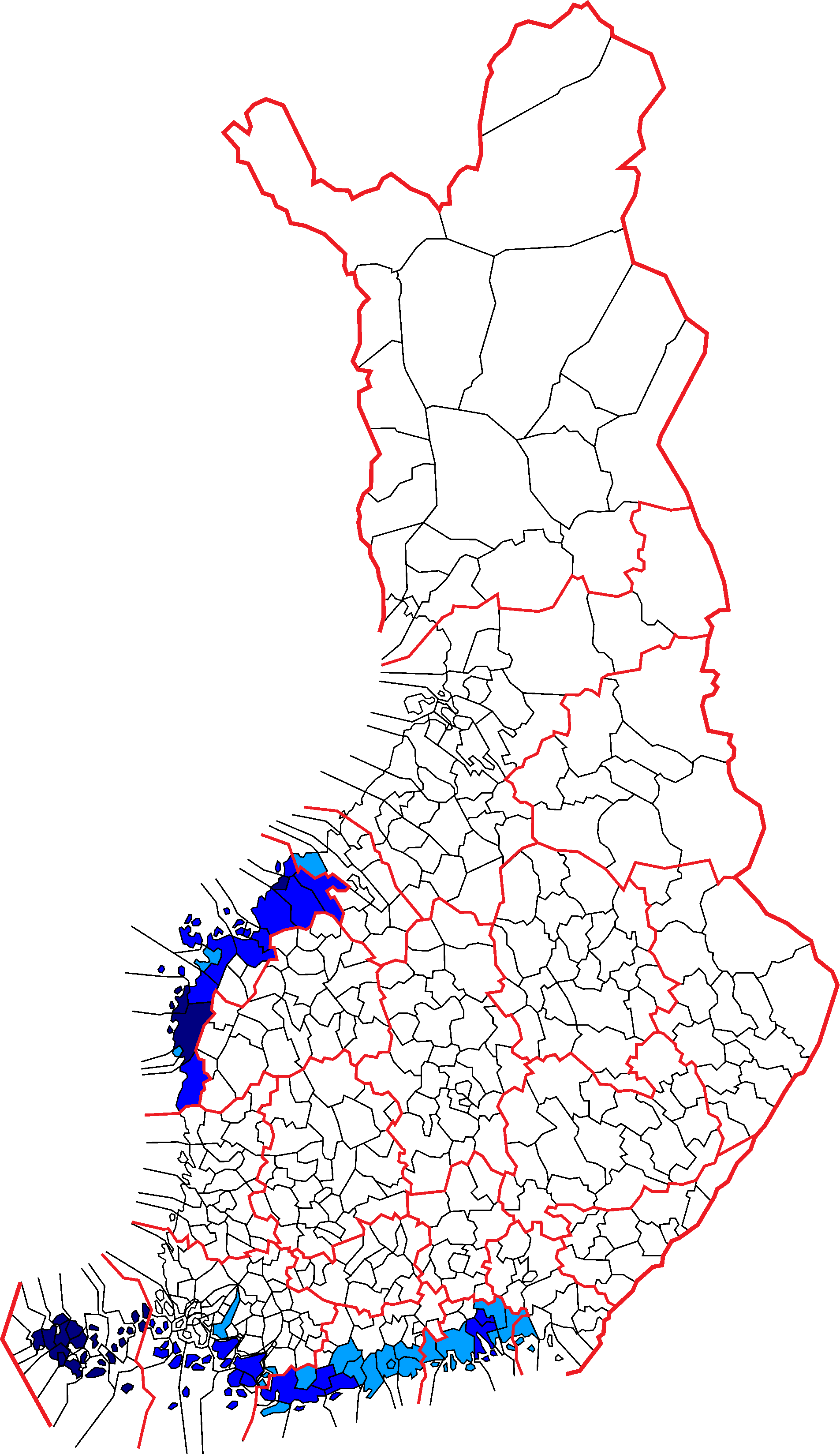
Zasięg języka szwedzkiego w Finlandii

Obecnie istnieją trzy niezależne od siebie obszary występowania języka szwedzkiego jako języka mniejszości. Największa liczba szwedzkojęzycznych Finów żyje na południowym wybrzeżu (Uusimaa), następnie w Ostrobotni oraz na Wyspach Alandzkich. Najwięcej osób szwedzkojęzycznych w liczbach bezwzględnych zamieszkuje Helsinki (35 341 osób), Espoo (20 000) oraz Porvoo (15 309 osób). W dwudziestu gminach stosunek udziału osób szwedzkojęzycznych w ogólnej populacji przekracza 90%.

## Historia
Jest dyskusyjne, kiedy na ziemiach obecnej Finlandii pojawili się pierwsi szwedzkojęzyczni mieszkańcy. Jednocześnie pojawiają się coraz częściej krytyczne głosy wobec teorii ciągłości germańsko-skandynawskiej w Finlandii. Pierwsze najazdy na ziemie fińskie miały prawdopodobnie miejsce podczas I krucjaty szwedzkiej. II krucjata szwedzka rozszerzyła osadnictwo szwedzkie do Uusimaa. Osiedlanie się Szwedów w Finlandii trwało w XV w. W 1581 roku Finlandii przyznano status Wielkiego Księstwa. Był to okres rozwoju wpływów języka szwedzkiego, mimo iż większość terenów pozostawała jednak fińskojęzyczna. Mimo dwóch języków, kultura obszarów dwujęzycznych była zunifikowana. Mikael Agricola przetłumaczył Biblię zarówno na język szwedzki, jak i fiński. W 1640 roku w stolicy kraju – Turku – założono pierwszy uniwersytet. Język szwedzki był podówczas językiem służb cywilnych i edukacji. Tak było również gdy Finlandia przeszła na własność Rosji, która ustanowiła autonomiczne Wielkie Księstwo Finlandii. Pozwolono zachować status quo w dziedzinie prawa, religii i języka. W tamtym czasie liczba mówiących po szwedzku Finów wynosiła 15%.

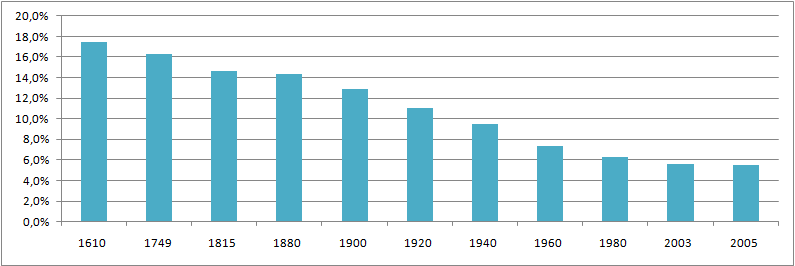
Szwedofinowie jako odsetek populacji Finlandii

W XIX w. na fali wzrostu nastrojów narodowych w Europie Finlandia przeżywała okres przebudzenia narodowego. Nastąpił okres fennicyzacji. Powstały pierwsze dzieła literackie w języku fińskim, m.in. Kalevala, a Johan Wilhelm Snellman wygłosił deklarację: Szwedami już nie jesteśmy, Rosjanami być nie możemy, bądźmy więc Finami. W 1840 roku język fiński stał się językiem służby cywilnej, w 1858 urzędowym na terenach, gdzie ludność rdzenna mówiła tym językiem, a w 1863 roku car Aleksander II Romanow dekretował oba języki jako języki administracji i postępowania prawnego. Po odzyskaniu niepodległości liczba Finów mówiących po szwedzku wyniosła ok. 12% populacji. W 1919 roku powstało Zgromadzenie Szwedzkie mające za zadanie chronić język szwedzki i jego wpływy na terytorium Finlandii.

## Sytuacja prawna języka szwedzkiego w Finlandii

Nieoficjalna flaga szwedzkojęzycznej mniejszości

Konstytucja Finlandii przyznaje językowi szwedzkiemu status języka urzędowego. Zarówno rząd krajowy, jak i władze samorządów lokalnych w społeczeństwach dwujęzycznych, są zobligowane do zapewnienia mieszkańcom zaspokajania wszelkich potrzeb w ich macierzystym języku – fińskim lub szwedzkim. W szkołach nauczanie języka szwedzkiego jest obowiązkowe w najwyższych klasach szkoły podstawowej, w liceach oraz na niektórych kierunkach studiów. Szwedzkojęzyczni obywatele Finlandii mają zagwarantowane prawo do zachowania odrębności językowej, istnieją również instytucje pozarządowe, jak np. Finlandssvensksamling, które obserwują przestrzeganie praw językowych, jak również służą pomocą. Na Wyspach Alandzkich prawa języka szwedzkiego jako jedynego urzędowego zagwarantowano w latach 1951 i 1991.

## Tożsamość
Zgodnie z badaniami socjologicznymi, szwedzkojęzyczni Finowie spełniają cztery główne kryteria będące warunkiem występowania jako grupa etniczna: samoidentyfikacja, język, struktura społeczna i występowanie historycznych rodów, jednak nie wszyscy Szwedofinowie chcą identyfikować się jako mniejszość etniczna. Szwedzka Partia Ludowa definiuje szwedzkojęzycznych Finów jako ludzi wyrażających swą fińskość w języku szwedzkim.
Szwedzkojęzyczna mniejszość zachowuje swą tożsamość, posiada własne organizacje i partię polityczną reprezentowaną w parlamencie fińskim. Niemniej jednak jest ona zunifikowana ze społecznością fińskojęzyczną; nierzadkie są małżeństwa między przedstawicielami obu grup; 67,7% dzieci z tych małżeństw zostało zarejestrowanych jako szwedzkojęzyczne.

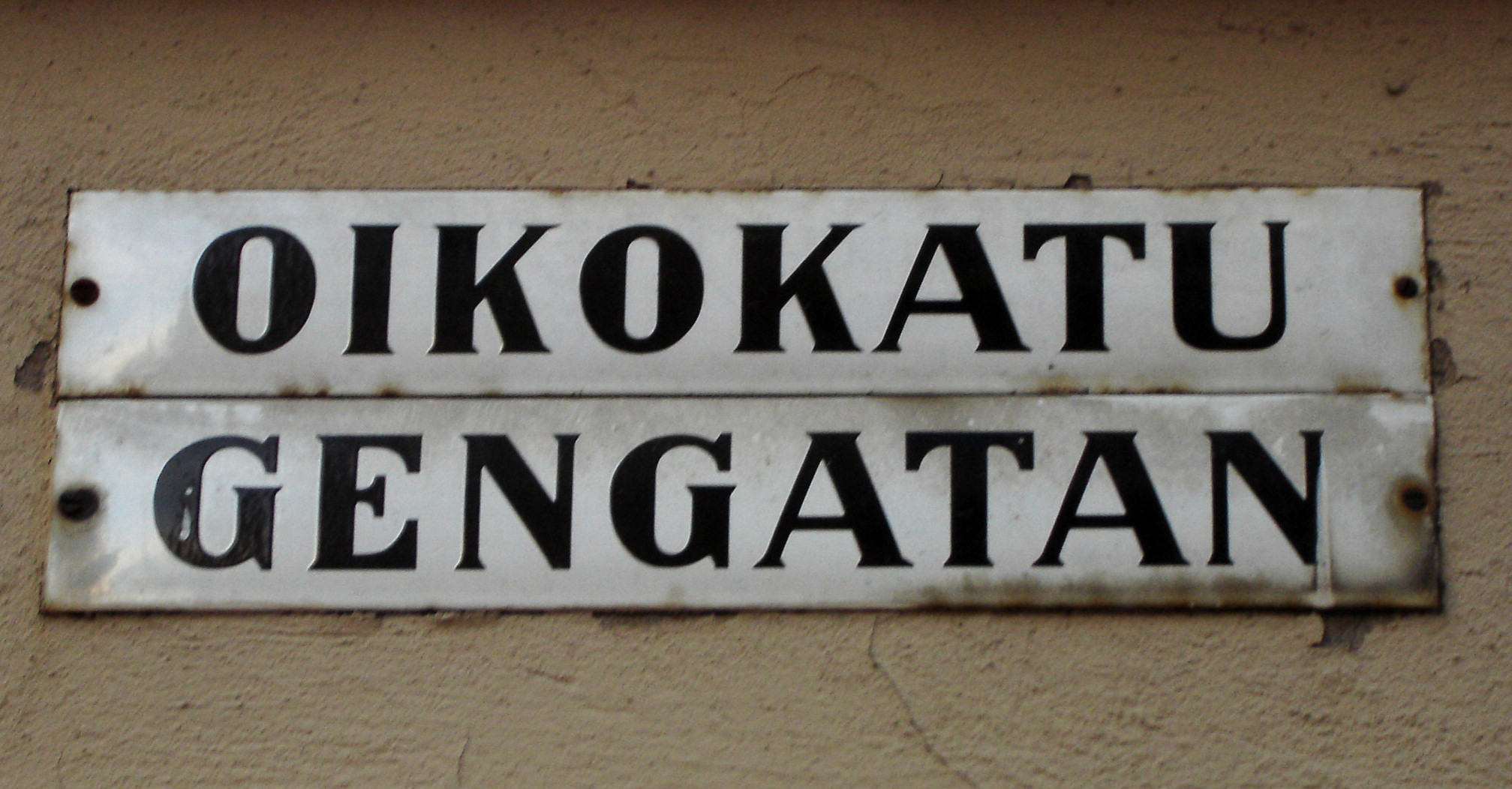
Dwujęzyczna nazwa ulicy

Finowie szwedzkojęzyczni mają zagwarantowany dostęp do mediów. Istnieją szwedzkojęzyczne kanały radiowe publicznego nadawcy Yleisradio: Radio Vega, Radio X3M i telewizja Yle Teema & Fem, codziennie wydawany jest szwedzkojęzyczny dziennik „Hufvudstadsbladet”. W miejscowościach, w których mieszkają Szwedofinowie, w urzędach obowiązuje dwujęzyczność.

## Znani szwedzkojęzyczni Finowie
- Marcus Grönholm – kierowca rajdowy
- Tove Jansson – pisarka, twórczyni postaci Muminków
- Carl Gustaf Mannerheim – fiński generał
- Johan Ludvig Runeberg – poeta, autor hymnu narodowego Finlandii
- Jean Sibelius – kompozytor klasyczny
- Linus Torvalds – twórca systemu Linux
- Isac Elliot – wokalista